# Contea di Huilai
La contea di Huilai (惠来县S, Huìlái XiànP) è una contea della Cina, situata nella provincia del Guangdong e amministrata dalla prefettura di Jieyang.